# みどり市立あずま小学校
みどり市立あずま小学校（みどりしりつ あずましょうがっこう）は、群馬県みどり市東町神戸の公立小学校。2022年（令和4年）4月からみどり市立東中学校と統合して小中一貫の義務教育学校のみどり市立あずま小中学校となる。

## 所在地
- 群馬県みどり市東町神戸10

## 沿革
- 2001年4月 - 花輪小学校、杲小学校、沢入小学校が統合して開校[1]
- 2022年3月 - 小中一貫の義務教育学校のみどり市立あずま小中学校に統合されることになり閉校[1]

## 学区
- 東町荻原[2][3]
- 東町花輪
- 東町小夜戸
- 東町小中
- 東町神戸
- 東町座間
- 東町草木
- 東町沢入

## 学校周辺
- みどり市立東中学校
- わたらせ渓谷線：神戸駅
- 渡良瀬川